# James B. Harris
James B. Harris (nascido em 3 de agosto de 1928 em Nova Iorque) é um roteirista, produtor e diretor de filmes americano.
Harris frequentou a Juilliard School antes de entrar na indústria de filmes. Hoje, ele é indiscutivelmente o mais notável por ter trabalhado com o diretor de cinema Stanley Kubrick como um produtor de The Killing (1956), Paths of Glory (1957) e Lolita (1962). A estreia da diretoria de Harris foi o thriller de Guerra Fria, The Bedford Incident (1965). Ele também dirigiu o ator James Woods em dois filmes: o drama de guarda da prisão, Fast-Walking (1982) com a atriz Kay Lenz e o thriller Cop (1988), baseado em um romance de James Ellroy, que Woods co-produziu.
O website Turner Classic Movies descreve Harris como uma "figura da indústria de veteranos de Hollywood que tem servido o triplo dever como produtor, diretor e roteirista".
Uma entrevista de 2002 entre Harris e Hollywood Five-O inclui uma discussão de suas obras, de Kubrick, Marlon Brando, Laurence Olivier, Lolita e de vários outros tópicos. Inclui fotos de Harris e screencaps de Kirk Douglas, Sue Lyon (que atuou como Lolita), James Mason e Peter Sellers.

## Filmografia

### Diretor
| Ano  | Filme                | Notas                                        |
| ---- | -------------------- | -------------------------------------------- |
| 1965 | The Bedford Incident | Longa-metragem, também produtor              |
| 1973 | Some Call It Loving  | Longa-metragem, também roteirista e produtor |
| 1982 | Fast-Walking         | Longa-metragem, também roteirista e produtor |
| 1988 | Cop                  | Longa-metragem, também roteirista e produtor |
| 1993 | Boiling Point        | Longa-metragem, também roteirista e produtor |

### Apenas Produtor
| Ano  | Filme          | Notas                                                  |
| ---- | -------------- | ------------------------------------------------------ |
| 1956 | The Killing    |                                                        |
| 1957 | Paths of Glory | Também ator (não creditado) como Private in the Attack |
| 1962 | Lolita         |                                                        |
| 1977 | Telefon        |                                                        |